# Magistralni put 21
Die Magistralni put 21 ist eine Bundesstraße in Serbien. Sie beginnt in Novi Sad und führt in südlicher Richtung über Ruma, Šabac, Valjevo und Požega bis nach Sjenica. Die Bundesstraße ist Teil der Europastraßen E761 und E763.

## Planungen
Die Magistralni put 21 sollte parallel zwischen Novi Sad und Šabac als Schnellstraße Brzi put 21 ausgebaut werden. Nach Fertigstellung der Autoput A8 wurde beschlossen, den Brzi put 21 zwischen Novi Sad und Ruma als Motoput M2 zu realisieren. Sie soll künftig die Bundesstraße zwischen Novi Sad und Ruma entlasten. In Zukunft soll auch die Autoput A2 zwischen Požega und der serbisch-montenegrinische Grenze bei Boljare ausgebaut werden, der sich derzeit noch in Planung befindet. Nach Fertigstellung der Autoput A2 ist die Verlegung der Bundesstraße zwischen Požega und Sjenica auf die Autobahn vorgesehen.